# 天使長

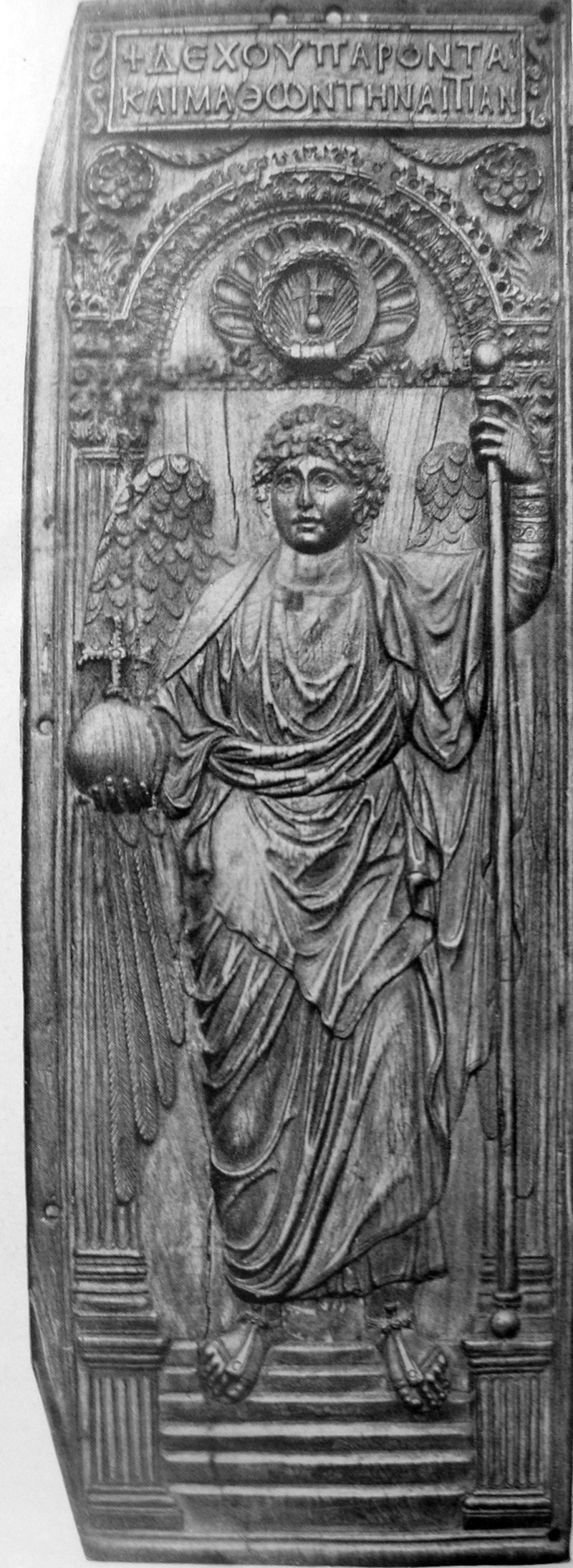
建於公元6世紀位於倫敦的天使長

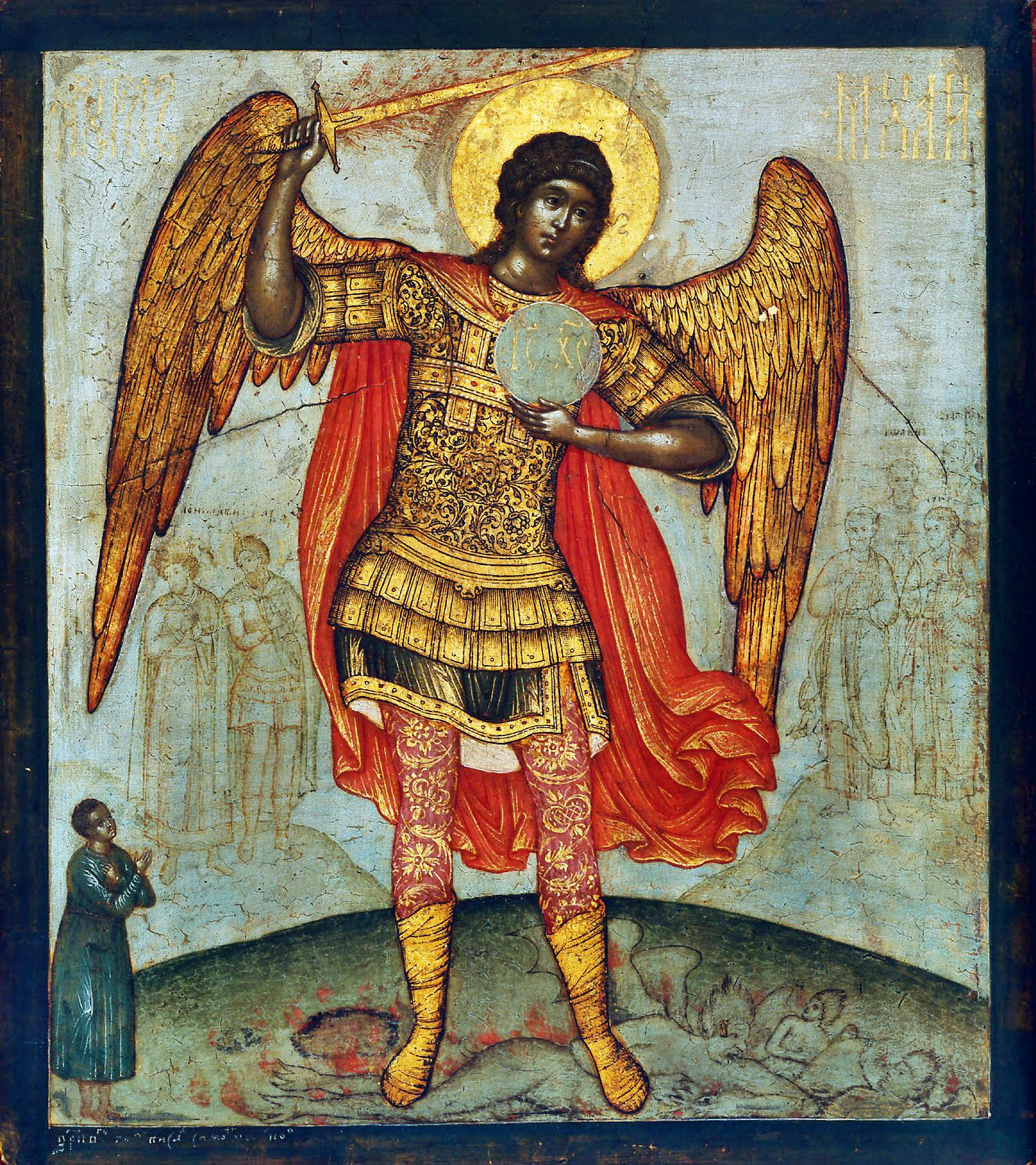
天使長米迦勒畫像

天使長（新教譯名）、總領天使、總領使者（此二皆天主教譯名），是於《聖經》之中只被提及數次的天使，其中包括基督教、伊斯蘭教、猶太教和瑣羅亞斯德教，在《聖經》原文裏，譯做「天使長」的詞語，總是以單數而不是複數的形態出現。這表示天使長只有一位。天使長一詞來自希臘文：（主要）和（信使，即英文「angel」原型）。

## 天使等级
天主教天使體制中，在三世紀，中東學者丟尼修的《天階序論》中分成了三級九等階制，即「天階等級」（但在1992年版的《天主教會教理問答》中，天使分級已不為天主教會所承認）。分别为：

### 上三级——神圣阶级
- 炽天使Seraphim
- 智天使Cherubim
- 座天使Ophanim

### 中三级——子阶级
- 主天使Dominions
- 力天使Virtues
- 能天使Powers

### 下三级——圣灵阶级
- 权天使Principalities
- 大天使Archangels
- 天使Angels

總領天使（天使長、Archangels）位於天主教的九级天使中的第八级。

## 猶太教
在希伯來文的《舊約聖經》標準文本沒有明確提過天使長。舊約聖經記載雅各與天使搏鬥，但是除了在但以理的後期著作外，天使都是非凡的。最早期的天使長的文獻參考是在舊約與新約期間的文學作品（4 以斯得拉二書4.36），但以理描述天使長米迦勒為以色列民族守護者。

## 基督教
《新約聖經》只在兩處提及天使長或總領天使，猶大書稱呼描述天使長米迦勒曾為摩西的屍首與魔鬼爭辯。另一記載描述當基督再臨時會聽到天使長的聲音。在福音書內的加百列從未稱做大天使。
|                                  | 天使長米迦勒、為摩西的屍首與魔鬼爭辯的時候、尚且不敢用毀謗的話罪責他、只說、主責備你罷。 |
| ——《猶大書》第1章第9節（和合本） |                                                                                          |

|                                  | 當總領天使彌額爾，為了梅瑟的屍體和魔鬼激烈爭辯時，尚且不敢以侮辱的言詞下判決，而只說：「願主叱責你！」 |
| ——《猶達書》第1章第9節（思高本） | |

|                                           | 因為主必親自從天降臨、有呼叫的聲音、和天使長的聲音、又有 神的號吹響。那在基督裡死了的人必先復活。 |
| ——《帖撒羅尼迦前書》第4章第16節（和合本） |                                                                                                   |

|                                         | 因為在發命時，在總領天使吶喊和天主的號聲響時，主要親自由天降來，那些死於基督內的人先要復活 |
| ——《得撒洛尼前書》第4章第16節（思高本） |                                                                                            |

七大天使是『啟示錄』中明確提到的七位御前天使，分別代表的是禮拜日到禮拜六。天使曆中有明細列出各日的守護天使，但在『創世紀』中神的七位創造天使由於以七日（亦代表了禮拜日至禮拜六）完成了天地的創造，七大天使即所謂這七位創造天使，又是七大行星的天使。其實除了「四大天使」（指米迦勒、加百列、拉斐爾和烏列爾）即有可能在這七大天使中佔一席。猶太教神秘教教派至少相信有十四名大天使，對應於他們的生命之樹的七枝七根，七日七夜。在『以諾書（Enoch 1, Chapter 20）』中有以下的記載：

### 以諾書
根據《以諾一書》第20章2到8節記載
- 烏列爾（Uriel）—領導天體星辰並守護冥界
- 拉斐爾（Raphael）—守護人類的靈魂
- 拉貴爾（Raguel）—上帝的復仇者
- 米迦勒（Michael）—以色列守護者
- 沙利葉（Sariel）—靈魂的復仇者
- 加百列（Gabriel）—掌管天堂的熾天使與智天使
- 雷米爾（Remiel）—守護冥界靈魂

### 天主教
天主教主要尊敬三位總領天使（天使長）：
- 加俾額爾
- 彌額爾
- 辣法耳

天主教會均於9月29日聖彌額爾、聖加俾額爾及聖辣法耳總領天使慶日來紀念這三位。以前，每位都有自己的節日。
辣法耳在《多俾亞傳》第12章第15節中這樣表明自己的身份：「我是辣法耳，是在上主的榮耀前，侍立往來的七位天使之一。」
《以斯拉續篇下卷》中提到了天使優禮（以及總領天使耶利米爾），該書在西方很受歡迎，並經常被教父引用，特別是安布羅斯，但從未被視為天主教《聖經》正典的一部分。
天主教會並不正式承認一些偽經中的天使，如《以諾書》中的拉貴爾、沙利葉和雷米爾，或《其他類似資料》中的伊茲基爾 (Izidkiel)、哈納爾 (Hanael) 和凱法雷爾 (Kepharel)。

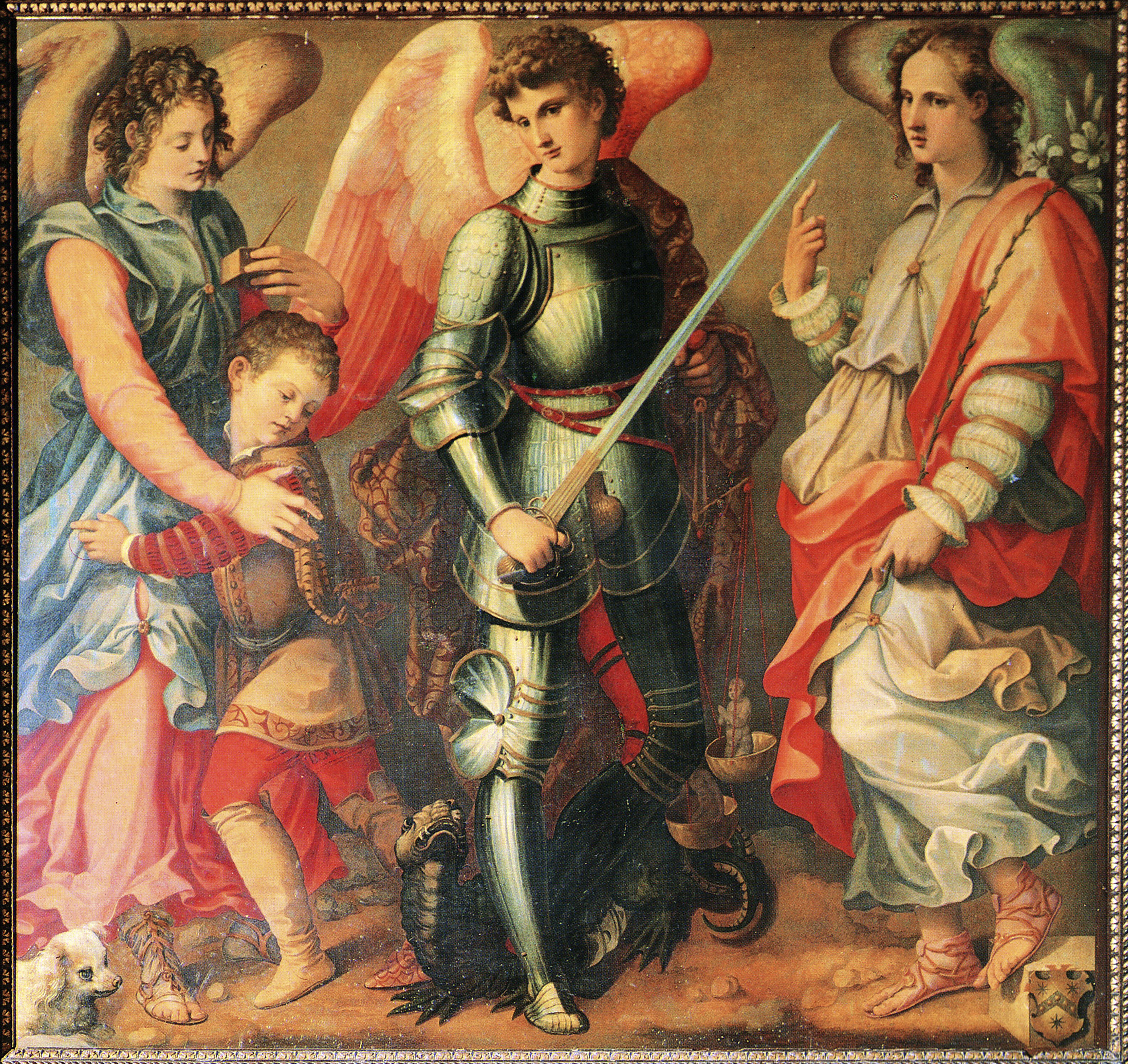
Michele Tosini。總領天使辣法耳、彌額爾和加俾額爾在天主教藝術品中展現自己的特質

1851年，教宗庇護九世批准了聖彌額爾念珠，該念珠基於1751年加爾默羅會修女安東尼婭·達斯托納克 (Antonia d'Astonac) 所經歷的總領天使彌額爾顯靈，其中包括向總領天使和九個天使合唱團中的每一個天使進行具體代禱。
在天主教會天使等級制度中的三大總領天使中，彌額爾通常都有大翅膀，最容易辨認的是他身穿盔甲，手持武器（劍或矛），經常站在代表撒旦的有翼人或龍身上，並且他可能攜帶一對天平來代表他在最後的審判中的角色。加俾額爾手捧一枝百合花，傳統上這枝百合花是聖母領報肖像畫的一部分，而聖母領報是他作為天主的使者最重要的作品。辣法耳的肖像畫源自《多俾亞傳》中多俾亞和天使的故事。尤其是在文藝復興時期，多俾亞、他的狗和他攜帶的魚都可能出現，否則辣法耳手持助行器，可能穿著涼鞋，可能帶著一個小容器（用於盛放多俾亞捕獲的巨魚的治療器官）。

### 東正教

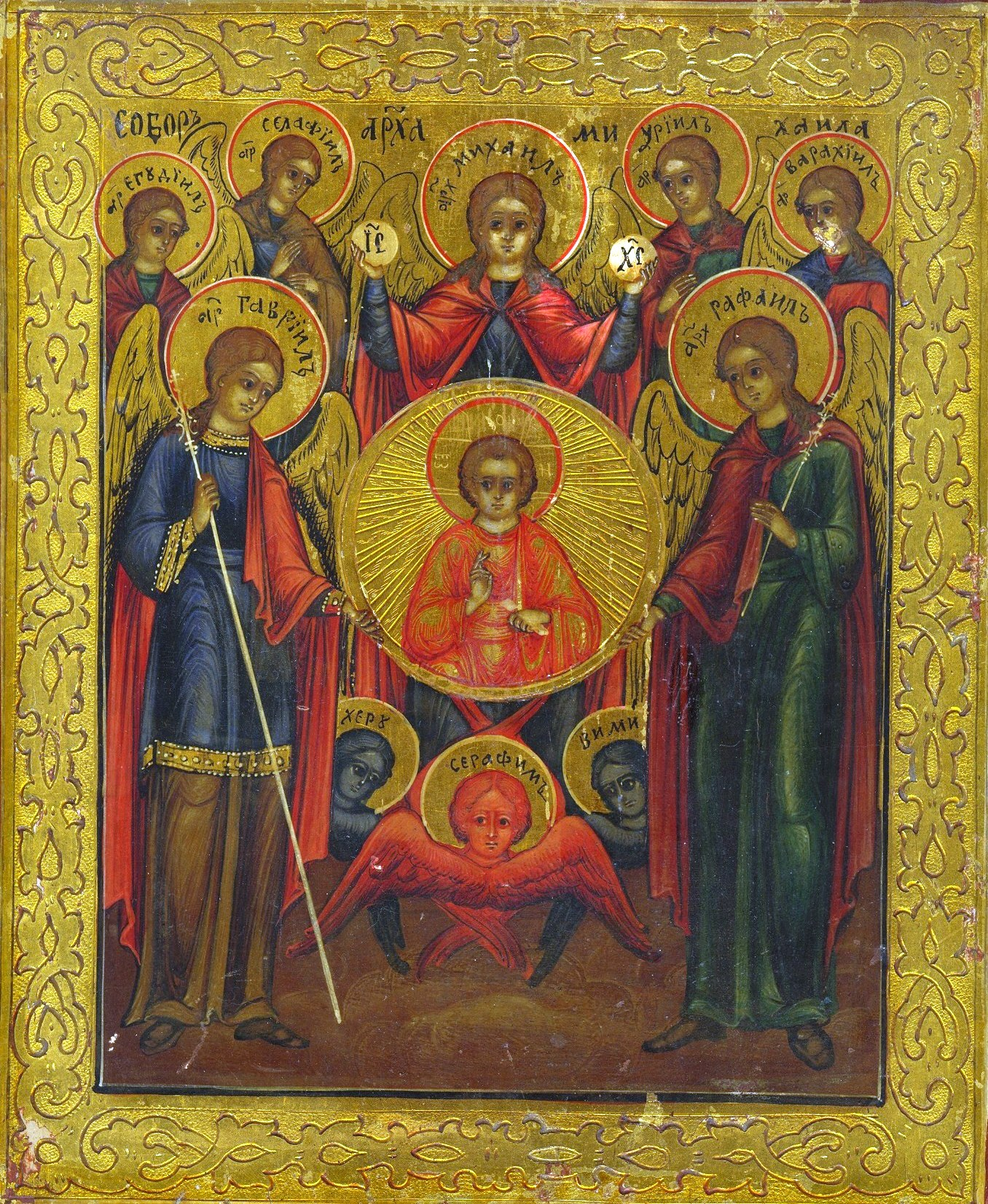
「總領天使的集會」(俄語：Архангельский Собор，英語：The Archangelic Council)。19世紀俄羅斯東正教的七大天使聖像，從左至右分別為：耶谷迪伊爾，伽夫里伊爾，撒拉斐伊爾，彌哈伊爾，鄔里伊爾，拉法伊爾，瓦拉希伊爾，於神聖光輪內的合利斯托斯埃瑪努伊爾像下方呈現了藍色的智天使和紅色的熾天使。

東正教有崇敬七大天使長的傳統，但他們有時也會將耶利米爾列為第八位天使長加以崇敬。正教會尊崇的七大天使是：
- 彌哈伊爾
- 伽夫里伊爾
- 拉法伊爾
- 鄔里伊爾
- 耶谷迪伊爾
- 撒拉斐伊爾
- 瓦拉希伊爾

### 科普特正教會
亞歷山大科普特正教會將以下七位天使長列為崇敬對象：
- 米迦勒
- 加百列
- 拉斐爾
- 蘇利爾
- 薩基爾
- 薩拉希爾（英语：Sarathiel）
- 安南尼爾（英语：Ananiel）

### 衣索比亞正教會
衣索比亞正統台瓦西多教會將《以諾書》視為聖經正典經卷，因此，後四位天使長的名字均出自該書。
- 米迦勒
- 加百列
- 拉斐爾
- 烏列爾
- 法紐爾（英语：Phanuel (angel)）
- 拉貴爾
- 雷米爾

### 聖公宗

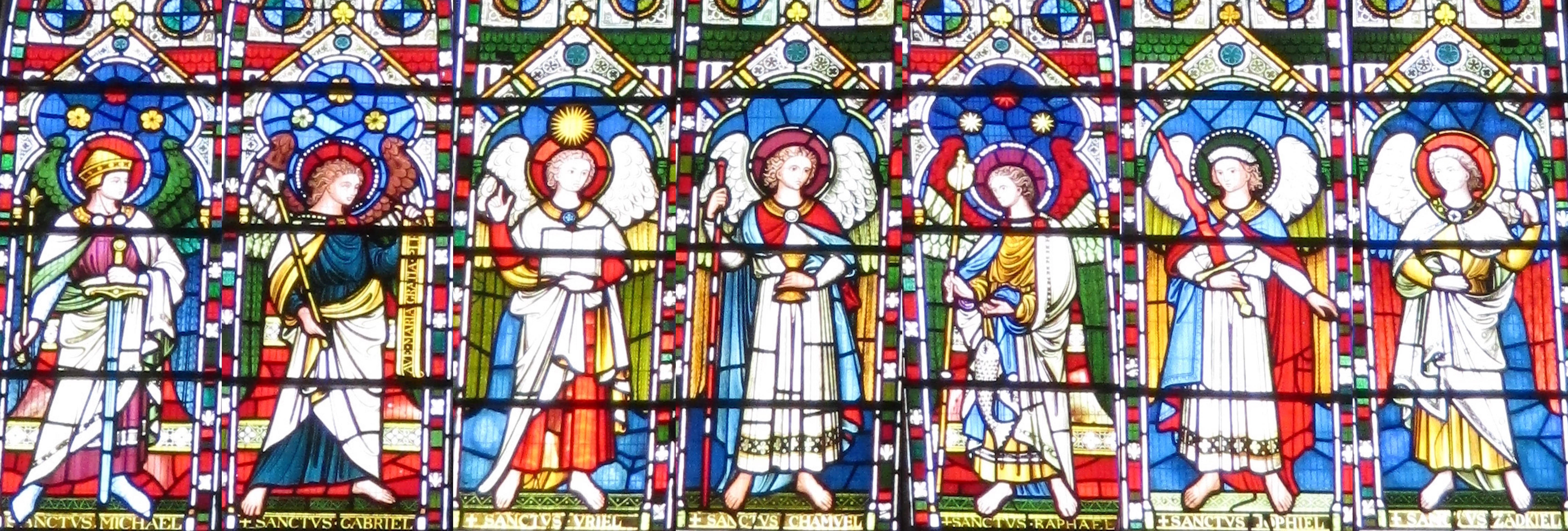
七大天使長，從左到右：米迦勒、加百列、烏列爾、卡麥爾、拉斐爾、約斐爾、薩基爾。彩繪玻璃窗，位於英格蘭白禮頓的聖米迦勒堂。

聖公宗通常崇敬四大天使長，但在某些聖公宗教堂內也可見到描繪七大天使長的彩繪玻璃窗或其他藝術作品：
- 米迦勒
- 加百列
- 拉斐爾
- 烏列爾
- 卡麥爾
- 約斐爾
- 薩基爾

## 著名的大天使
- 米迦勒
- 加百列
- 拉斐爾
- 烏列爾
- 耶胡迪爾
- 撒拉斐爾
- 巴拉基勒
- 撒拉艾爾
- 卡麥爾
- 沙利葉
- 梅塔特隆
- 聖德芬
- 拉結爾
- 亞列爾
- 漢尼爾
- 薩多基爾
- 尤菲爾
- 雷米爾
- 拉貴爾

## 伊斯蘭教
在伊斯蘭教，天使長就是米加勒（Michael或Mikael，天氣的天使長）、吉卜利勒（Jibril，給穆罕默德帶來了古兰经）、亞茲拉爾（Azrael，為死亡天使）、伊斯拉斐爾(Israfel，為熾天使(燃燒的天使))、馬列克（Malik，地獄的守衛天使）以及蒙卡爾和那基爾（Munkar和Nakir，審訊的天使，懷疑已故的靈魂他們便是生前的作為）。

## 外部連結
- The World of Djinn and Its Secrets （页面存档备份，存于）
- The Zorastrian Religion and its Progeny （页面存档备份，存于）
- Synaxis of the Archangel Michael and the Other Bodiless Powers （页面存档备份，存于） Orthodox icon and synaxarion（英语：synaxarion）